# 영혼 (기하학)
리만 기하학에서 영혼(靈魂, 영어: soul 솔[*])은 음이 아닌 단면 곡률을 갖는 리만 다양체에 대하여 존재하는 특별한 콤팩트 부분 다양체이다. 이를 통해, 음이 아닌 단면 곡률을 갖는 다양체의 연구는 콤팩트한 경우로 귀결된다.

## 정의
리만 다양체 {\displaystyle (M,g)}의 영혼은 다음 조건들을 만족시키는 부분 다양체
{\displaystyle S\hookrightarrow M}
이다.
- 콤팩트 공간이다.
- {\displaystyle S}의 측지선은 {\displaystyle M}의 측지선이다.
- 임의의 두 점 {\displaystyle x,y\in S}을 잇는 {\displaystyle M} 속의 임의의 측지선 {\displaystyle \gamma }는 {\displaystyle S}에 속한다.
- {\displaystyle M}은 {\displaystyle S}의 법다발 {\displaystyle \mathrm {N} _{M}S}과 미분 동형이다.

## 성질

### 존재
임의의 측지선 완비 리만 다양체 {\displaystyle (M,g)}이, 모든 점에서, 모든 방향에서 단면 곡률이 음이 아닌 실수라고 하자.
{\displaystyle K_{M}(u,v)\geq 0\qquad \forall x\in M,\;u,v\in \mathrm {T} _{x}M\setminus \{0\},\;u\not \in \mathbb {R} v}
그렇다면, {\displaystyle M}은 영혼을 갖는다. 이를 영혼 정리(靈魂定理, 영어: soul theorem)라고 한다.

### 유일성
단면 곡률이 음이 아닌 실수인 측지선 완비 리만 다양체 {\displaystyle (M,g)}가 주어졌다고 하자. 그렇다면, {\displaystyle M}의 두 영혼 {\displaystyle S}, {\displaystyle S'} 사이에는 등거리 전단사 함수가 존재한다.

### 영혼 추측
단면 곡률이 음이 아닌 실수인 연결 측지선 완비 리만 다양체 {\displaystyle (M,g)}가 주어졌다고 하고, 다음 조건을 만족시키는 점 {\displaystyle x\in M}이 주어졌다고 하자.
{\displaystyle K_{M}(u,v)>0\qquad \forall u,v\in \mathrm {T} _{x}M\setminus \{0\},\;u\not \in \mathbb {R} v}
그렇다면, {\displaystyle M}의 (임의의) 영혼은 한원소 공간이다. 이를 영혼 추측(靈魂推測, 영어: soul conjecture)이라고 한다. (이름과 달리 이는 이미 증명된 정리이다.)

## 예

### 영혼
콤팩트 리만 다양체 {\displaystyle (M,g)}에 대하여, {\displaystyle S=M}은 스스로의 영혼이다.

### 유클리드 공간
유클리드 공간 {\displaystyle M=\mathbb {R} ^{n}}을 생각하자. 그렇다면, 그 속의 임의의 한원소 공간
{\displaystyle \{x\}\subseteq \mathbb {R} ^{n}}
은 {\displaystyle \mathbb {R} ^{n}}의 영혼을 이룬다.
모든 단면 곡률이 음이 아닌 실수인 측지선 완비 리만 다양체 {\displaystyle (M,g)}에 대하여, 다음 두 조건이 서로 동치이다.
- 영혼이 한원소 공간이다.
- 유클리드 공간과 미분 동형이다.

(이는 영혼의 정의에 따라 자명하다.)

### 기둥
콤팩트 리만 다양체 {\displaystyle (K,g_{K})}가 주어졌을 때, 곱공간
{\displaystyle M=K\times \mathbb {R} ^{n}=\{(x,{\vec {a}})\colon x\in K,\;{\vec {a}}\in \mathbb {R} ^{n}\}}
위에 곱공간 리만 계량을 부여하자.
그렇다면, 임의의 {\displaystyle {\vec {a}}\in \mathbb {R} ^{n}}에 대하여, {\displaystyle K\times \{{\vec {a}}\}\subseteq M}은 {\displaystyle M}의 영혼을 이룬다.

### 포물면
3차원 유클리드 공간 속의 포물면
{\displaystyle M=\{(x,y,z)\in \mathbb {R} ^{3}\colon x^{2}+y^{2}=z\}}
을 생각하자. 이는 모든 점에서 양수 단면 곡률을 갖는다. 이 경우, 원점 {\displaystyle (0,0,0)\in M}(으로 구성된 한원소 공간)은 {\displaystyle M}의 영혼을 이룬다. 그러나 다른 점의 경우 일반적으로 영혼을 이루지 못할 수 있다. {\displaystyle M}은 폐곡선인 측지선을 갖는데, 이에 따라 폐곡선인 측지선 위에 있는 점의 경우 완전 볼록성 조건이 성립하지 못하기 때문이다.

## 역사
영혼 정리는 1972년에 제프 치거와 데틀레프 그로몰(독일어: Detlef Gromoll, 1938~2008)이 증명하였다.:422, Theorem 1.11 같은 논문에서 치거와 그로몰은 “영혼”(영어: soul 솔[*])이라는 용어를 도입하였으며,:414 영혼 추측을 추측하였다.:442, §10 그리고리 페렐만이 1994년에 영혼 추측을 13쪽 밖에 되지 않는 짧은 논문으로 간단히 증명하였다.

## 참고 문헌
1. 1 2 3  Cheeger, Jeff; Gromoll, Detlef (1972년 11월). “On the structure of complete manifolds of nonnegative curvature”. 《Annals of Mathematics》 (영어) 96 (3): 413–443. doi:10.2307/1970819. ISSN 0003-486X. JSTOR 1970819. MR 0309010.
2. ↑  Perelman, Grigori (1994). “Proof of the soul conjecture of Cheeger and Gromoll”. 《Journal of Differential Geometry》 (영어) 40 (1): 209–212. doi:10.4310/jdg/1214455292. ISSN 0022-040X. MR 1285534. Zbl 0818.53056.